# José Rodríguez Martínez (médico)
José Rodríguez Martínez (Oza, 1856-La Coruña, 1921) fue un médico y escritor español.

## Biografía
Nacido el 29 de julio de 1856 en Santa María de Oza, hoy día perteneciente al municipio de La Coruña, fue autor de diversas obras de carácter médico así como fundador en La Coruña del periódico Galicia Médica (1886). También fue colaborador de publicaciones periódicas como Tierra Gallega (1903) y El País de Madrid (1904), entre otras. Falleció el 18 de marzo de 1921 en La Coruña. Habría llegado a ser nombrado hijo adoptivo de Valencia.